# Monika Sobczak
Monika Sobczak (ur. 2 kwietnia 1989 w Radomiu) – polska urzędniczka, konsul generalna RP w Houston (2023–2024), w latach 2018–2020 radna Warszawy.

## Życiorys
Monika Sobczak ukończyła III Liceum Ogólnokształcące im. płk. Dionizego Czachowskiego w Radomiu oraz studia prawnicze na Uniwersytecie Kardynała Stefana Wyszyńskiego w Warszawie. Przewodnicząca Niezależnego Zrzeszenia Studentów Uniwersytetu Warszawskiego w latach 2014–2015. Dyrektorka przy Zarządzie Krajowym NZS w latach 2015–2016. Od 2016 członkini honorowa.
Pracowała jako prawniczka w kancelariach prawnych oraz asystentka sędziego. W 2018 rozpoczęła pracę w Ministerstwie Spraw Zagranicznych, najpierw w Departamencie Konsularnym, następnie w Biurze Dyrektora Generalnego. Od 2020 zastępca dyrektora Biura Spraw Osobowych (w tym kierująca Biurem), a następnie zastępczyni dyrektora Biura Szefa Służby Zagranicznej. 3 stycznia 2023 została konsul generalną RP w Houston. Funkcję pełniła do czerwca 2024.
W wyborach samorządowych w 2018 otrzymała 3885 głosów i została wybrana radną m.st. Warszawy z list Prawa i Sprawiedliwości. 11 grudnia 2020 zrezygnowała z mandatu.